# Вок I из Рожмберка
Вок I из Рожмберка, (лат. Woko de Rosenberch, чеш. Vok I. z Rožmberka) (около 1210 — 4 июня 1262, Грац) — средневековый чешский феодал и государственный деятель из рода Витковичей, основатель могущественного чешского феодального рода Рожмберков (панов из Рожмберка), основатель фамильного замка Рожмберк и Вишебродского монастыря, ставшего семейной усыпальницей панов из Рожмберка. Участник завоевательных походов короля Пршемысла Отакара II, высочайший маршалок Чешского королевства, королевский наместник в Верхней Австрии и Штирии.

## Происхождение
Вок I происходил из влиятельного южночешского феодального рода Витковичей, был внуком основателя этого рода Витека I из Прчице и сыном Витека III Младшего из Прчице и Планкенберка. Достоверных сведений об имени и происхождении его матери не сохранилось. По мнению Мирослава Марека, она происходила из рода графов фон Шварцбург-Бланкенбург, Вацлав Бржезан также указывает на её принадлежность к Шварцбургскому дому.

## Биография
Впервые в дошедших до наших дней письменных источниках Вок I упоминается вместе со своим братом Захариашем в 1220 году («Woco et Zacharias filii Witconis»). В следующий раз Вок упоминается уже вместе с другим своим братом, Витеком из Пршибениц, в качестве одного из свидетелей в грамоте, датированной 28 декабря 1243 года.
Вок I впервые упоминается с предикатом «из Рожмберка» в грамоте короля Вацлава I от 22 июня 1250 года, где он вновь фигурирует вместе со своим братом Витеком («Woko de Rosenberch et Withigo de Pribinich frater ejus»). Это было первым сохранившимся до наших дней письменным упоминанием о замке Рожмберк, который, как считается, был заложен Воком незадолго до этого. В следующий раз братья Вок и Витек упоминаются в грамоте от 29 марта 1252 года, после чего документальные упоминания о Витеке из Пршибениц прекращаются. После смерти его брата Витека V из Пршибениц между 1252 и 1259 годами Вок унаследовал Пршибенице.
Вок из Рожмберка участвовал в войне Пршемысла Отокаром II с венгерским королём Белой IV за австрийский герцогский престол, затем представлял короля в переговорах с венгерской стороной, результатом которых стало заключение мирного договора в апреле 1254 года. Король Венгрии признал Пршемысла Отакара II герцогом Австрии, взамен получив признание своей власти над герцогством Штирия. После этого Вок принял активное участие в чешской колонизации перешедших под власть чешского короля силезских земель в приграничном районе Опавы, где ему были пожалованы во владение некоторые поместья. Вероятно, в конце 1255 года он основал будущий город Прудник, заложив на его месте замок Вогендроссель (Wogendrossel), частично сохранившийся до наших дней («Вокова башня» в Пруднике).
В 1254 году Вок I из Рожмберка в качестве маршалка, вероятно, сопровождал короля Пршемысла Отакара II в его крестовом походе против пруссов. В документе от 7 июня 1255 года он Вок впервые упомянут в должности высочайшего маршалка Чешского королевства, хотя, возможно, он занял её ещё в 1254 году. В 1254 или 1256 году он был назначен королевским наместником Верхней Австрии с титулом «iudex provincialis». Вок из Рожмберка, по-видимому, участвовал в качестве королевского представителя в подготовке военного союза, заключенного между Пршемыслом Отакаром II и князем-епископом Пассау Отто фон Лонсдорфом в Линце 23 апреля 1257 года. Летом того же года он участвовал в неудачном вторжении короля Чехии в Баварию, закончившемся поражением. 24 августа во время перехода отступавшей чешской армии через Инн недалеко от Мюльдорфа под чехами рухнул мост. Оставшиеся войска вместе с Воком из Рожмберка в течение девяти дней героически оборонялись в Мюльдорфе от превосходящих сил баварских герцогов, после чего с баварцами была достигнута договорённость о свободном отходе чешских сил в Чехию.
Вок из Рожмберка активно занимался колонизацией земель южной Чехии, где были сосредоточены основные его владения. В 1258 году он направил в генеральный капитул аббатства Сито первое ходатайство об учреждении на юге Чехии цистерцианского монастыря. В следующем году Вок направил второе прошение в Сито об учреждении монастыря в Вишши-Броде, на которое, очевидно, получил положительный ответ. В основании Вишебродского монастыря деятельное участие принимала жена Вока I Гедвига фон Шаумбург, род которой покровительствовал австрийскому цистерцианскому аббатству в Вильхеринге. Получив одобрение генерального капитула Сито, Вок из Рожмберка вызвал из Вильхеринга 12 монахов-цистерцианцев, которые и составили первую братию нового монастыря. Грамотой от 11 июня 1261 года Вок из Рожмберка даровал Вишебродскому монастырю костёл в Весели-над-Лужници и деревню Понедраж. Король официально одобрил основание монастыря в Вишши-Броде уже после смерти Вока I — в 1264 году.
В июле 1260 года Вок I принял участие в победной для чехов битве с венграми при Кресенбрунне, после которой король назначил его гетманом (наместником) Штирии (в грамоте от 1 мая 1262 года Вок из Рожмберка упомянут как «Wocho de Rosenberch marscalcus et capitaneus Stiriae»). Вок участвовал также в мирных переговорах с венгерской стороной, начавшихся в Вене вскоре после битвы. В том же году королева Чехии и герцогиня Австрии Маргарита Бабенбергская пожаловала Воку из Рожмберка австрийское графство Ракц с замком Рабс-ан-дер-Тайя. Основанием послужило то, что мать Вока находилась в родстве с графами фон Хардегг, род которых незадолго до этого получил графство Ракц от Пршемысла Отакара II, но внезапно пресёкся.
Вок I из Рожмберка умер 3 июня 1262 года в штирийском городе Грац и был похоронен в крипте под пресвитерием костёла Вишебродского монастыря, ставшего для его потомков фамильной усыпальницей. Завещание Вока I, составленное им в Граце перед смертью, хранится в Вишебродском монастыре. Своей жене Вок завещал замок Подегуси и свои имения в Стропнице и Весели на юге Чехии, а также права залога на австрийский город Гмюнд. В завещании Вок указал, что эти владения передаются Гедвике на случай, если она не захочет жить вместе с сыновьями. Кроме того, Вок завещал Вишебродскому монастырю торговую деревню Рожнов.
|                                                                                                  |  |                        |  |                                                                       |  |                            |
| Грамота короля Вацлава I 1250 года, в которой Вок I впервые упомянут с предикатом «из Рожмберка» |  | Вишебродский монастырь |  | Изображение Вока I на фасаде Вишебродского монастыря. Фреска XVI века |  | Печать Вока I из Рожмберка |

## Семья
В 1257 году Вок из Рожмберка женился на Гедвиге фон Шаумбург (или Шауенбург) (ум. 1315), вдове Генриха III фон Куенринга, также способствовавшей основанию монастыря в Вишши-Броде. В этом браке родились дочь Гедвика из Рожмберка и двое сыновей — Йиндржих I из Рожмберка (ум. 1310), занимавший должность высочайшего коморника Чешского королевства, и Витек VI из Пршибениц (ум. 1277).

## Образ в литературе
Вок I из Рожмберка фигурирует в работе Владислава Ванчуры «Образы из истории народа чешского» (1949), а также в романах «Королевский удел» Нины Бонгардовой (1971), «Огненная осень» Франтишека Неужила (1973) и особенно в романе «Король железный и золотой» Лудмилы Ланьковой (1977).